# 袁潔儀
キーウィ・ユン（英語: Kiwi Yuen、本名：袁 潔儀、Yuen Kit Yee、1970年10月24日 - ）は、香港生まれの女優。
香港出身。身長172cm、体重55kg。
| スタブアイコン | サブスタブ | この項目は、まだ閲覧者の調べものの参照としては役立たない、俳優（男優・女優）に関連した書きかけの項目です。この項目を加筆・訂正などしてくださる協力者を求めています（P:映画/PJ芸能人）。 |